# 阿兰·巴迪欧
阿兰·巴迪欧（法語：Alain Badiou，發音：[alɛ̃ badju] ⓘ；1937年1月17日—）是一位法國哲學家，歐洲研究院教授，是前巴黎高等师范学院哲學系主任。與乔治·阿甘本和斯拉沃熱·齊澤克一樣，巴迪欧是大陸哲學部分反後現代主義的重要人物。

## 生平
1937年1月17日出生在摩洛哥拉巴特，尋求重新獲得存在、真理和主體的概念，他聲稱他所尋求的概念既不是後現代主義的，也不是現代主義的，政治上，巴迪欧是個堅定的極左，嚮往馬克思主義傳統。

## 著作

### 被翻译为中文的著作
- 《激进哲学——阿兰·巴丢读本》，译者：陈永国，北京大学出版社，2009-12
- 《爱的多重奏》，译者：邓刚，华东师范大学出版社，2012-9
- 《圣保罗》，译者：董斌孜孜/林草何 (注释 解说词) ，漓江出版社，2014-12，ISBN 9787540768362
- 《小万神殿》，译者：蓝江，南京大学出版社，2014-1，ISBN 9787305123818
- 《哲学宣言》，译者：蓝江，南京大学出版社，2014-1，ISBN 9787305123825
- 《第二哲学宣言》，译者：蓝江，南京大学出版社，2014-5，ISBN 9787305131417
- 《当前时代的色情》，译者：张璐，河南大学出版社，2015-2，ISBN 9787564915728
- 《柏拉图的理想国》，译者：曹丹红/胡蝶，河南大学出版社，2015-2-1,ISBN 9787564917555
- 《元政治学概述》，译者：蓝江，南京大学出版社，2015-6-4，ISBN 9787309110852
- 《海德格尔：纳粹主义、女人和哲学》，译者：刘冰菁，重庆大学出版社，2016-4-30，ISBN 9787562495758
- 《哲学与政治之间谜一般的关系》，译者：李佩纹，三辉图书/中央编译出版社，2017-3，ISBN 9787511731180
- 《当下的哲学》，译者：蓝江/吴冠军，中央编译出版社，2017-3，ISBN 9787511731197
- 《数学颂》，译者：蓝江，中信出版社，2017-5
- 《世纪》，译者：蓝江，南京大学出版社，2017-6-1，ISBN 9787305179716
- 《瓦格纳五讲》，译者：艾士薇，河南大学出版社，2017-11-1，ISBN 9787564917913
- 《存在与事件》，译者：蓝江，南京大学出版社，2018-3，ISBN 9787305199806
- 《存在与事件2：世界的逻辑》，译者：蓝江，南京大学出版社，2018-5